# Phyllachora ficicola
Phyllachora ficicola är en svampart som beskrevs av Allesch. & Henn. 1897. Phyllachora ficicola ingår i släktet Phyllachora och familjen Phyllachoraceae.   Inga underarter finns listade i Catalogue of Life.